# 김행균
김행균(1961년 11월 15일 ~ )은 대한민국의 전직 철도 공무원이다.

## 생애
1961년 11월 15일 서울특별시에서 출생하여, 1980년 2월 철도고등학교를 졸업, 그보다 약간 앞선 1979년 12월에는 대한민국 철도청에 입사하여 부산진역 수송원으로 철도인의 생활을 시작하였으며, 1998년 석불역 부역장, 동년 12월 간석역의 부역장이 되었다. 이윽고 2003년 4월에는 영등포역 열차운용팀장으로 발령받았다.
2003년 7월 25일 오전 9시 9분 경, 영등포역 근무 중 구내 선로에 떨어진 어린이를 구했으나, 자신은 마주오는 서울발 부산행 새마을호 열차를 피하지 못해 중심을 잃고 선로에 치여, 왼쪽 발목과 오른쪽 발등이 절단되는 사고를 겪었다. 사고 후 해당 부위의 접합수술을 받았으나 접합에 실패하면서 완전히 불구가 되었으며, 이후에도 7차례식 대수술을 받았다.
 이 사고와 관련해 대한민국 보건복지부는 2003년 12월 17일 김행균을 국가유공자로 선정하였다.
1년여간의 재활치료 끝에 2004년 8월에 대한민국 철도청으로 복귀하였으며, 2006년 7월 27일에는 부개역의 역무과장으로 부임하였다. 이 후 약 1년여 만인 2007년 6월 26일, 입사 28년 만에 가산디지털단지역장으로 승진했다. 이후 역곡역의 역장, 개봉역의 역장을 거쳐 다시 역곡역의 역장으로 근무하였으나 건강상의 문제로 2016년 4월에 퇴직하여 입사 37년 만에 철도인의 생활을 마무리하였다.
2004년 아테네 올림픽, 2008년 베이징 올림픽에서 성화 봉송 주자로 뛴 것 외에도 다수 활동을 해왔다.

## 미디어
- 2003년 KBS 《긴급구조 119 - 아름다운 철도원》

## 상훈
- 2003년 국가유공자
- 2008년 코레일을 빛낸 영웅[8]
- 2014년 코레일 히어로[9]